# Стариков, Александр Александрович
Александр Александрович Стариков (род. 12 ноября 1946) — архитектор и педагог. Кандидат архитектуры, профессор. Ректор Уральского государственного архитектурно-художественного университета в 1990—2011 годах. Народный архитектор Российской Федерации (2015). Член-корреспондент РААСН.

## Биография
Родился 12 ноября 1946 в городе в Кунгур Пермской области.
Окончил Уральский филиал Московского архитектурного института (ныне — Уральский государственный архитектурно-художественный университет) в 1971 году, и аспирантуру Московского архитектурного института — в 1977 году. Был учеником ректоров САИ — УралГАХА — Н. С. Алфёрова и А. Э. Коротковского.
В 1985—1990 годах — ассистент, старший преподаватель, доцент кафедры Основ архитектурного проектирования Свердловского архитектурного института. В 1987—1990 годах — проректор по учебной работе. В 1990—2011 годах — ректор САИ — УралГАХА.
Находясь на посту ректора, внёс значительный вклад в укрепление материальной базы и развитие образовательного процесса вуза. Также занимался развитием архитектуры, градостроительства и художественной культуры Екатеринбурга и Свердловской области. Был одним из разработчиков региональной программы изучения и сохранения историко-архитектурного наследия Урала под названием «Каменный пояс», одним из основателей Музея архитектуры и дизайна Урала.
После ухода с поста ректора стал советником нового ректора, С. П. Постникова
Избирался депутатом Кировского райсовета Свердловска.
Основные направления научной деятельности — история градостроительства и архитектуры Урала, экспериментальное строительство новых типов жилых и общественных комплексов. Автор более 130 научных и методических работ, в том числе 11 монографий.

## Награды и звания
- Орден «Знак Почёта» (1986).
- Народный архитектор Российской Федерации (2015).
- Заслуженный архитектор Российской Федерации (2002).
- Член-корреспондент Российской академии архитектуры и строительных наук (1994).
- Почётный академик Российская академия художеств (2010).
- Член Союза архитекторов России.
- Почётный работник высшего профессионального образования Российской Федерации[2].
- Награждён рядом других ведомственных, региональных и общественных наград[2].